# せんだい短編戯曲賞
せんだい短編戯曲賞（せんだいたんぺんぎきょくしょう）は、公益財団法人 仙台市市民文化事業団が管理・運営する小劇場である、「せんだい演劇工房10-BOX」が主催する戯曲の賞。
一過性の懸賞制度に留まらず、高校演劇等のさまざまな機会に上演可能な、コンパクトで優れた作品の発掘を目指して、2012年に設立。
一人一作品で日本語による戯曲で、応募年の2年前の3月11日以降に執筆され、概ね60分以内で上演可能であることが条件。既発表・既上演の作品についても応募可能であるが、同時期の他の賞との重複応募や、過去に入選歴がある作品の応募は出来ない。最終候補作を選出したのち、大賞作品を決定。大賞を含む最終選考作品は1冊の戯曲集として出版される。

## 受賞者・受賞作品一覧
| 年   | 回 | 大賞                                                                                                  | 最終選考作品 |
| ---- | -- | --- | --- |
| 2013 | 1  | 横山拓也 『人の気も知らないで』(副賞40万円) 綾門優季 『止まらない子供たちが轢かれてゆく』(副賞10万円) | 石神夏希『アマゾン』 オノマリコ『三月十一日の夜のはなし』 カゲヤマ気象台『耄碌車リン軸ヂャヤ』 川津羊太郎『目病み猫と水のない水槽』 工藤千夏『パーマ屋さん』 佐藤茂紀『この青空は、ほんとの空ってことでいいですか？』 西史夏『三月の葡萄』 古川健『親愛なる我が総統』 三井快『Zero Plus（0+）』                                                                  |
| 2014 | 2  | 川津羊太郎 『街に浮遊する信号器』(副賞25万円) 西史夏 『ナイト・ウィズ・キャバレット』(副賞25万円)     | 粟飯原ほのか『あしたにつづく』 伊地知克介『写真館と鳥たち』 坂本鈴『女2（29）会社員』 島田聖樹『「最後の晩餐」らぷそでい』 菅井菅『遠ぐでクラクション』 冨田啓介『同じ床の上』 中村賢司『指先から少し血が流れ始めた』 ハセガワアユム『いつも心だけが追いつかない』 三谷智子『NO REGRET NO LIFE－朝顔－』 吉田小夏『Butterflies in my stomach』                   |
| 2015 | 3  | 綾門優季 『不眠普及』(副賞50万円)                                                                     | 石田聖也『ノクターン』 大迫旭洋『2』 刈馬カオス『誰も死なない』 國吉咲貴『路上芝居』 くるみざわしん『振って、振られて』 小佐部明広『ともこのかげ』』 山下由『アラル』 山本彩『蔓延ル緑』 |
| 2016 | 4  | 柳生二千翔 『ささやきの彼方』(副賞30万円) 藤井颯太郎 『ミルユメコリオ』(副賞20万円)                   | 上野友之『Nice to meet you, My old friend』 小塩大輔『消えない面影－すべては言えないままで』 國吉咲貴『隣の隣人』 くるみざわしん『奪われた止まり木』 佐藤雄貴『遺書の朗読会』 武重守彦『銀河鉄道の夜－ミヤザワケンジ・モディファイド－』 田中寛人『東京から遠く離れて』 西野勇仁『珈琲豆と機関銃』 原田ゆう『私、洗濯機をさらいにいくわ』 三浦雨林『或夜の感想』 |
| 2017 | 5  | 大竹竜平 『タイトルはご自由に』(副賞30万円) 鈴木穣 『ひみつ箱』(副賞20万円)                           | 塩見敏弘『需給・熱病・剥落したのは夏の空』 高石紗和子『盲聾 〔Blind and Deaf〕』 土橋淳志『メイド・イン・ジャパン』 寺戸隆之『歩』 中條岳青『地下室でおやすみ』 古川大輔『海から来た人』 松岡伸哉『おあいこ』 南出謙吾『晴れ間』 吉永輪太郎『冗談』 |
| 2018 | 6  | ピンク地底人3号 『わたしのヒーロー』(副賞50万円)                                                      | いしざざみな『私の帰る処』 大迫旭洋『そのころ』 笠木泉『家の鍵』 河合穂高『海繭の仔』 國吉咲貴『朗読劇』 升孝一郞『×（ペケ）な人々』 三橋亮太『牛乳とハチミツ、ゆれる三日月を喰みる』 山本タカ『プールサイドの砂とうた』 山本正典『一人多い家族』 |
| 2020 | 7  | 刈馬カオス 『異邦人の庭』（副賞30万円） 北島淳 『春の闇』（副賞20万円）                               | 大西弘記『風の奪うとき』 尾崎太郎『おかえり』 里部あずみ『御無沙汰』 鈴木アツト『3℃の飯より君が好き』 鈴木穣『あいがけ』 寺戸隆之『江戸の赤シャリ』 中島梓織『夏眠／過眠』 桝形浩人『あのね、ラムネ岩のね』 升孝一郎『おらいのゴッホさん』 |
| 2022 | 8  | 河合穂高 『黄色の森』（副賞50万円）                                                                   | 荒井正樹『揺レて、ゆれて』 ウラノタツヤ『なんもないなんてないのかな』 大西弘記『浮雲兄弟』 小粥幸弘『そこを、もっと、深く掘れ』 金哲義『タンデム・ボーダー・バード』 私道かぴ『脱げない』 藤原達郎『説明する女』 三橋亮太『花の咲かない原因と対策』 山村菜月『満ち足りた生活』                                                                                   |
| 2024 | 9  | 三橋亮太 『桃を朝にガプリ』（副賞25万円） 山村菜月 『第三者視点』（副賞25万円）                       | 大池容子『かがやく都市』 岡本拓也『家は続く』 木山梨菜『アイスクリームワンダーランド』 筒井加寿子『朗読劇Mの航跡』 桝形浩人『灰泥イルカラクルカライル〜十円易者の残像〜』 南出謙吾『よわぶくみの大志』 向井里穂子『粼々』 村上愛梨『また明日のない教室で』 村野玲子『あしたはどっちだ』                                                                          |

## 最終選考会・選考委員
- 第1回：2013年6月25日

相内唯史（インディペンデントシアター）、岡田康之（りゅーとぴあ）、小室明子（NPO法人コンカリーニョ）、木元太郎（こまばアゴラ劇場・アトリエ春風舎）、平松隆之（うりんこ劇場）
- 第2回：2014年10月17日

相内唯史、岡田康之、木元太郎、澤藤歩（KAAT神奈川芸術劇場）、平松隆之
- 第3回：2015年10月19日 [10]

相内唯史、岡田康之、木元太郎、澤藤歩、平松隆之
- 第4回：2016年11月17日 [11]

相内唯史、木元太郎、萩原麗子（京都芸術センター）、平松隆之、山本清文（あかがねミュージアム）
- 第5回：2017年9月25日 [12]

相内唯史、木元太郎、斎藤ちず（生活支援型文化施設コンカリーニョ）、平松隆之、山本清文
- 第6回：2018年10月29日 [13]

相内唯史、木元太郎、斎藤ちず、平松隆之、山本清文
- 第7回：2020年10月27日 [14]

岩﨑きえ（舞台芸術制作室 無色透明）、木元太郎、斎藤ちず、竹下士敦（公益財団法人神戸市民文化振興財団）、平松隆之
- 第8回：2022年10月18日 [15]

岩﨑きえ、竹下士敦、鳥井由美子（わが街の小劇場）、平松隆之、藤谷真由美（NPO法人コンカリーニョ）
- 第9回：[16]

岩﨑きえ、太田真介（NPO法人コンカリーニョ）、竹下士敦、鳥井由美子、吉川剛史（穂の国とよはし劇場PLAT）